# Piper oblongifolium
Piper oblongifolium är en pepparväxtart som först beskrevs av Johann Friedrich Klotzsch, och fick sitt nu gällande namn av C. Dc.. Piper oblongifolium ingår i släktet Piper och familjen pepparväxter. Utöver nominatformen finns också underarten P. o. glabrum.